# Paraptorthodius mirabilis
Paraptorthodius mirabilis är en skalbaggsart som beskrevs av Schaeffer 1904. Paraptorthodius mirabilis ingår i släktet Paraptorthodius och familjen Phengodidae. Inga underarter finns listade i Catalogue of Life.